# Kerry Ingram

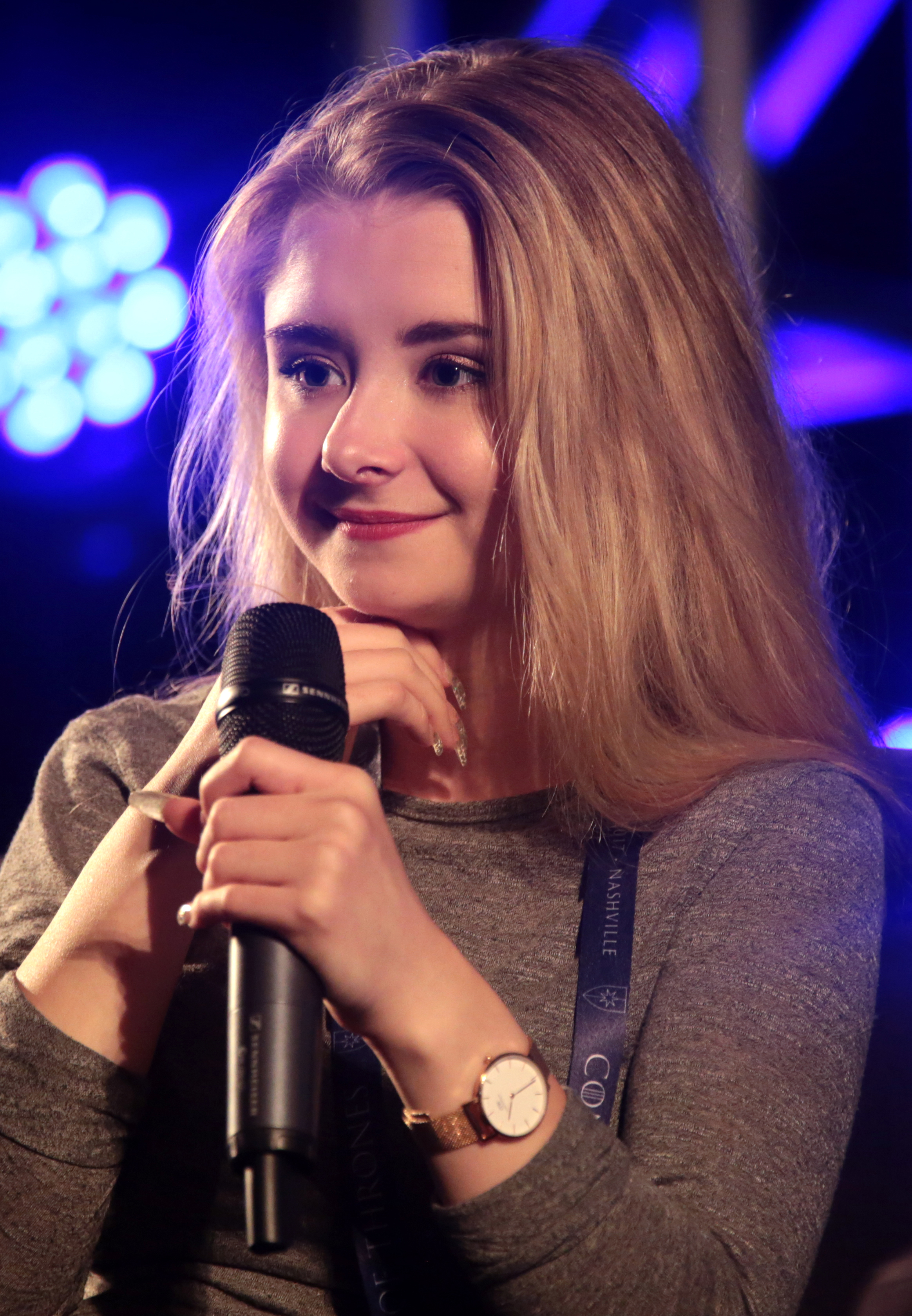
Kerry Ingram (2017)

Kerry Danielle Ingram (* 26. Mai 1999 in Berkshire, England) ist eine britische Schauspielerin.

## Leben und Karriere
Kerry Ingram stammt aus dem britischen Berkshire und wuchs mit zwei Schwestern in Warfield auf. Sie ist teils maltesischer Abstammung. Ihr Großvater stammt aus Mqabba. 
Seit 2009 ist sie als Schauspielerin aktiv. Ihre erste Rolle als Theaterschauspielerin war die Hauptrolle im Musical Matilda der Royal Shakespeare Company, die sie zwei Monate lang spielte. Für diese Rolle erhielt sie 2012 den Laurence Olivier Award als beste Schauspielerin. Ebenfalls 2012 war sie in einer kleinen Rolle im Musicalfilm Les Misérables zu sehen. Einem internationalen Publikum wurde sie durch die Verkörperung der Prinzessin Sharin Baratheon in der Fernsehserie Game of Thrones bekannt, die sie von 2013 bis 2015 spielte. Von 2017 bis 2019 war sie in der britischen Netflix-Serie Zoe und Raven – Freiheit im Sattel als Becky in einer der Hauptrollen zu sehen.
Sie leidet an der sogenannten Osteogenesis imperfecta, einer Krankheit, die besser als „Glasknochenkrankheit“ bekannt ist. Da sie sich schon häufig die Knochen brach, bekommt sie regelmäßig Infusionen, um diese zu stärken.

## Filmografie (Auswahl)
- 2010: Robin Hood
- 2010: Burke & Hare
- 2012: Les Misérables
- 2013–2015: Game of Thrones (Fernsehserie, 10 Episoden)
- 2014–2016: Doctors (Fernsehserie, 4 Episoden)
- 2015: Wölfe (Wolf Hall, Fernsehserie, Episode 1x02)
- 2016: Aufstand der Barbaren (Barbarian Rising, Fernsehserie, Episode 1x03)
- 2017–2019: Zoe und Raven – Freiheit im Sattel (Free Rein, Fernsehserie, 32 Episoden)

## Auszeichnungen und Nominierungen
- 2011: Nominierung für einen WhatsOnStage.com Award in der Kategorie Beste Darstellerin in einem Musical für Matilda
- 2012: Auszeichnung mit dem Laurence Olivier Award in der Kategorie Beste Darstellerin in einem Musical für Matilda